# 闍耶因陀羅跋摩二世
闍耶因陀羅跋摩二世（1072年—1110年代，梵文名，Jaya Indravarman II），占婆（占城）11世紀末12世紀初国王。
《大越史记全书》记载他名为制麻那。1080年其父诃梨跋摩三世禅位九岁的儿子浦良罗阇堕罗（闍耶因陀羅跋摩二世），次年去世，闍耶因陀羅跋摩二世年幼，大臣擁立其叔父波羅摩菩提薩埵為王。1086年闍耶因陀羅跋摩二世復位。1086年，占婆遣使到越南致送礼品，同年，占婆遣使到宋朝，要求当越占两国使节同时入宋，宋朝人不要安排在同一场合碰面。1092年，占婆又派使到北宋，提出联合攻越，宋神宗拒绝了。越南李仁宗在1094年，遣使敦促占婆向越南入贡通好。占婆于1095年、1097年、 1098年、1099年及1102年，連續向越南李朝進貢示好。1103年十月，越南演州的李觉叛乱，被大将李常杰所破，李觉逃入占婆，向阇耶因陀罗跋摩二世提供李朝内部情报。占婆出兵攻越，收复地里、麻令、布政等三州。1104年二月，李朝派李常杰出征占婆，夺回地里等三州。